# Muson dei Sassi
Il Muson dei Sassi è un corso d'acqua del Veneto centrale.
Si tratta di un canale artificiale realizzato nel Seicento per deviare le acque del fiume Muson nella Brenta. Il suo corso inizia a Castelfranco Veneto e procede, pressoché rettilineo, verso sud, quasi sempre parallelo alla strada del Santo. Attraversa i comuni dell'Alta Padovana prima di sfociare nel fiume Brenta tra Pontevigodarzere e Mejaniga alle porte di Padova.
Per un lungo tratto i suoi argini costituiscono parte del Sentiero degli Ezzelini e poi del Cammino di Sant'Antonio.